# Тузе, Дамьен
Дамьен Тузе (фр. Damien Touzé ); (род. 7 июля 1996, Ивиль, Эр) — французский профессиональный шоссейный велогонщик, выступающий за команду мирового тура «Cofidis».

## Достижения

### Трек
2013
1-й  Чемпион Франции — Командная гонка преследования (юниоры)
1-й  Чемпион Франции — Мэдисон (юниоры)
2014
3-й  Чемпионат Франции — Командная гонка преследования (юниоры)
3-й  Чемпионат Франции — Гонка по очкам (юниоры)

### Шоссе
2013
4-й Чемпионат Европы — Групповая гонка (юниоры)
4-й Париж — Рубе (юниоры)
2014
5-й Париж — Рубе (юниоры)
9-й Tour de l'Abitibi (юниоры) — Генеральная классификация
1-й — Этап 4
10-й Чемпионат Европы — Групповая гонка (юниоры)
2017
3-й  Чемпионат Франции — Групповая гонка U23
6-й Чемпионат мира — Групповая гонка U23
7-й Париж — Труа
8-й Гран-при Денена
8-й Париж — Камамбер
8-й Тро-Бро Леон
8-й Ля Ру Туранжель
9-й Гран-при Соммы
2018
1-й  Крейз Брейз Элит — Генеральная классификация
1-й  — Очковая классификация
1-й  — Молодёжная классификация
1-й — Этап 1
1-й  Тур де л’Авенир — Очковая классификация
1-й — Этап 3
3-й Париж — Труа
4-й Классик Луар-Атлантик
5-й Париж — Камамбер 
6-й Ronde de l'Oise — Генеральная классификация
1-й — Этап 2
8-й Тур Фландрии U23
10-й Париж — Бурж
2019
3-й  Чемпионат Франции — Групповая гонка
3-й Полинорманд
8-й Бенш — Шиме — Бенш

## Статистика выступлений

### Гранд-туры
| Гранд-тур       | 2019 |
| --------------- | ---- |
| Джиро д’Италия  | —    |
| Тур де Франс    | —    |
| Вуэльта Испании | 108  |

| —  | Не участвовал  |
| НФ | Не финишировал |